# No (More) Blues
 (mai 2020).
Si vous disposez d'ouvrages ou d'articles de référence ou si vous connaissez des sites web de qualité traitant du thème abordé ici, merci de compléter l'article en donnant les références utiles à sa vérifiabilité et en les liant à la section « Notes et références ».
Pour les articles homonymes, voir Water Babies.
No (More) Blues est un album en concert de Miles Davis, sorti en 1966 sur le label Jazz Door.
Cet album est composé d'enregistrements en public à The Jazz Villa, Saint Louis en juin 1963 (titres 1 à 3) et à Oregon State College, Portland en mai 1966 (titres 4 à 6).

## Titres
1. Thought About You 7.58
2. All Blues 12.45
3. Seven Steps to Heaven 10.36
4. Stella by Starlight 10.50
5. Agitation 9.28
6. Autumn Leaves 9.55

## Musiciens
The Jazz Villa, St. Louis, 1963 :
- Miles Davis (trompette)
- George Coleman (saxophone ténor)
- Herbie Hancock (piano)
- Ron Carter (contrebasse)
- Tony Williams (batterie)

The Oregon State College, Portland, 1966 :
- Miles Davis (trompette)
- Wayne Shorter (saxophone ténor)
- Herbie Hancock (piano)
- Ron Carter (contrebasse)
- Tony Williams (batterie)